# Malacobdella minuta
Malacobdella minuta är en djurart som tillhör fylumet slemmaskar, och som beskrevs av Ernest F. Coe 1945. Malacobdella minuta ingår i släktet Malacobdella och familjen Malacobdellidae. Inga underarter finns listade i Catalogue of Life.